# مارول ریا
مارول ریا (انگلیسی: Marvel Rea؛ ۹ نوامبر ۱۹۰۱ – ۱۷ ژوئن ۱۹۳۷) بازیگر اهل ایالات متحده آمریکا بود.

از فیلم‌هایی که وی در آن‌ها نقش داشته‌است، می‌توان به یک پخمه زبل اشاره نمود.